# Hitman: Codename 47
Hitman: Codename 47 là tựa game hành động lén lút do hãng IO Interactive phát triển và Eidos Interactive phát hành độc quyền cho Microsoft Windows. Đây là phần đầu tiên trong dòng game Hitman. Câu chuyện xoay quanh Đặc vụ 47, một nhân bản cải tiến về mặt di truyền mang mã vạch xăm trên đầu, được huấn luyện nghiêm ngặt về phương pháp giết người. Trong lúc thoát khỏi một cơ sở kiểm tra, 47 bỗng nhiên được Agency (còn gọi là ICA), một tổ chức chuyên thực hiện các phi vụ ám sát thuê ở châu Âu tuyển mộ. Nhiệm vụ của 47 là đi qua nhiều địa điểm ở châu Á và châu Âu để ám sát bọn tội phạm giàu có và suy đồi.

## Cốt truyện
Trong tầng hầm của một nhà điều dưỡng từ xa, một người đàn ông đầu hói, được gọi là "Đối tượng 47", được đánh thức bởi một kẻ vô danh trên loa phát thanh. Dựa theo chỉ dẫn của hắn, 47 hoàn thành một khóa học về chướng ngại vật, trải qua màn huấn luyện vũ khí, và thực hành các kỹ thuật ám sát khác nhau. Sau đó anh ta phục kích và giết chết một nhân viên bảo vệ, sử dụng đồng phục của y để thoát khỏi nơi đây. Người đàn ông nhìn 47 qua camera an ninh với nụ cười hài lòng.
Một năm sau, Đối tượng xuất đầu lộ diện trong vai sát thủ (Hitman) làm việc cho International Contract Agency (ICA), với cái tên "Đặc vụ 47". Anh nhận được những lời chỉ dẫn tường tận từ người phụ tá Diana Burnwood, với nhiệm vụ tới Hồng Kông ám sát thủ lĩnh Hội Tam Hoàng Lee Hong. 47 đã giết chết nhà thương thuyết của Hong trong một buổi hòa giải cấp cao với một băng đảng đối lập, đem xác hắn bỏ vào một chiếc xe bị gài bom trả đũa, và ám sát viên cảnh sát trưởng bảo vệ tên trùm, lột đồ và ngụy trang thành thủ hạ của Hong. Rồi mới thâm nhập vào nhà hàng của Hong và ám sát hắn. Trong nhiệm vụ tiếp theo, 47 đi tới Colombia và thủ tiêu kẻ buôn bán ma túy Pablo Belisario Ochoa trong một cuộc đột kích ma túy được dàn dựng êm xuôi. Mục tiêu thứ ba của 47 là tên lính đánh thuê người Áo Franz Fuchs được thuê làm nổ bom bẩn tại một hội nghị quốc tế ở Budapest. 47 giết chết hắn ta tại một khách sạn và thu hồi quả bom. Hợp đồng cuối cùng dẫn anh đặt chân đến Rotterdam, nhằm tìm cho ra tay súng Arkadij "Boris" Jegorov đang cố gắng bán vũ khí, có cả một đầu đạn hạt nhân, cho một nhóm khủng bố cực đoan. Sau khi xác nhận cái chết của Jegorov, 47 bỗng dưng tìm thấy một bức thư gửi cho mình, tương tự như ba mục tiêu khác. Anh được Diana báo cho biết rằng cả bốn tên từng là thành viên của một đơn vị Binh đoàn Lê dương Pháp (FFL) từng trú đóng tại Việt Nam, và họ đang thảo luận về một cái gì đó liên quan đến một dạng "người thí nghiệm". Bức thư cũng đề cập đến một kẻ thứ năm đó chính là Ort-Meyer.
Sau đó Diana báo cho anh biết rằng rằng cả bốn hợp đồng đều nhận được lệnh của cùng một người đã vi phạm các quy tắc của Agency, và các cấp trên của cô đã cho phép tiến hành một nhiệm vụ bổ sung. 47 phải tìm giết cho bằng được Odon Kovacs, bác sĩ tại một nhà điều dưỡng ở Satu Mare, Romania, mà hóa ra là một trong số địa điểm mà 47 trốn thoát. Ort-Meyer đã để lộ ra thân phận thực sự của hắn ta chính là vị khách hàng, cũng như người giám sát định hướng của 47. Lực lượng đặc biệt România đã đột kích tòa nhà trong lúc 47 ra tay giết chết Kovacs mà anh nhận ra hắn chính là trợ lý của Ort-Meyer. 47 sau đó mới biết được sự thật đằng sau sự tồn tại của mình. Anh chính là kết quả của một cuộc thử nghiệm nhân bản vô tính kết hợp các vật liệu di truyền của bốn mục tiêu trước đó, cũng như Ort-Meyer, với mục tiêu tạo ra một giống người hoàn mỹ. Ort-Meyer đã dàn xếp vụ bỏ trốn khỏi viện điều dưỡng của 47 nhằm thử nghiệm hành động của anh ở thế giới bên ngoài và ra lệnh cho các cộng sự phải chết vì họ muốn sử dụng 47 theo ý đồ của riêng họ.
Với sự giúp đỡ của nhân viên CIA Carlton Smith, mà anh đã cứu trước đó trong suốt thời gian tại Hồng Kông, 47 tình cờ phát hiện một phòng thí nghiệm tinh vi nằm bên dưới bệnh viện. Để đáp lại, Ort-Meyer tiết lộ "Đối tượng 48", một bản sao hoàn hảo của 47 vừa vô tri vô giác nhưng lại cực kỳ trung thành. Một đội 48 được gửi đến săn lùng 47, nhưng vẫn không sao bằng được bản gốc nên chẳng mấc chốc đã bị 47 tiêu diệt sạch bằng cách sử dụng khóa huấn luyện cao cấp và kinh nghiệm từng trải của mình. Giả dạng thành 48, 47 dụ cho Ort-Meyer mời vào phòng mình và bắn chết hắn ta. Khi Ort-Meyer còn nằm chảy máu trên sàn nhà, hắn lấy làm tiếc rằng hắn đã không thể nhận ra "con mình" và chấp nhận được chết dưới bàn tay của 47, sau cùng 47 mới ra tay bẻ gãy cổ của Ort-Meyer và lẳng lặng rời khỏi nơi đây.

## Lối chơi
Hitman: Codename 47 đưa người chơi vào vai một nhân viên đặc vụ đào tẩu và trở thành sát thủ chuyên nghiệp, thường xuyên thực hiện công việc của mình theo từng hợp đồng thông qua mạng lưới thông tin của thế giới ngầm. Các mục tiêu của người chơi rất đa dạng, từ những trùm Mafia tại Ma Cao, Hồng Kông cho đến kẻ thù ở những vùng đất xa lạ. Số tiền mà người chơi thu được qua các hợp đồng, ngoài việc dùng để nuôi sống bản thân, còn giúp mua sắm các trang thiết bị cần thiết. Là dân chuyên nghiệp, nên dĩ nhiên các vũ khí của người chơi cũng là thứ "hàng hiệu" đang được sử dụng thực tế ngoài cuộc sống như UZI, MP5, AK47... và dĩ nhiên không thể thiếu đồ nghề của dân sát thủ: súng bắn tỉa chuyên nghiệp. Các loại vũ khí này được giới thiệu rất chi tiết trong quá trình chơi.
Khác với các trò chơi tương tự, trong Hitman: Codename 47, công việc của người chơi không phải chỉ đơn thuần là tìm kiếm và tiêu diệt mục tiêu mà còn phải động não rất nhiều vì đối thủ không phải hạng ngu đần để người chơi dứt điểm dễ dàng. Trong game, người chơi sẽ hoạt động hoàn toàn lẻ loi, cô độc cho nên đừng dựa vào "trung tâm" như thường lệ. Vì không có đồng đội yểm trợ, liên lạc nên người chơi không thể nào cầm súng đi trên đường mà không bị tiêu diệt, thậm chí nếu áp sát đối phương một cách quá lộ liễu thì kẻ nằm xuống chính là người chơi; do vậy, hãy xây dựng cho mình ít ra là một con đường rút lui an toàn trước khi bắt đầu.
Do đây là một game 3D tương tự như Tomb Raider hoặc Nomad Soul, người chơi sử dụng cả chuột và bàn phím. Môi trường chơi được giả lập khá tốt, người chơi có thể tương tác với nhiều vật dụng khác nhau như xe cộ, thang máy, người đi đường... Trước khi thật sự bắt đầu cuộc chơi, người chơi sẽ được hướng dẫn khá kỹ lưỡng về cách chơi, các loại vũ khí trong game... Trò chơi này mặc dù không mang tính bạo lực cao, nhưng nó vẫn không phù hợp với độ tuổi thiếu niên. Người chơi có thể giảm mức độ bạo lực trong hình ảnh xuống bằng cách vào phần tùy chọn tắt các cảnh chảy máu trong game.

## Đón nhận
Hitman: Codename 47 đa phần đón nhận những lời đánh giá từ hỗn tạp đến tích cực, game nhận được số điểm tổng hợp là 73.65% trên GameRankings và 73/100 trên Metacritic.